# Pseudodulichia antarctica
Pseudodulichia antarctica is een vlokreeftensoort uit de familie van de Dulichiidae. De wetenschappelijke naam van de soort is voor het eerst geldig gepubliceerd in 1988 door Rauschert.